# Philibert de l'Orme
Philibert de l'Orme (Lyon, 1510 - 1570) era uma arquiteto francês, e um dos grandes mestres do Renascimento.
Filho de Jehan de l'Orme, influênciado pelo pai adquiriu a mesma atividade profissional. Foi ainda muito jovem para Itália estudar (1533 - 1536) onde foi empregado pelo Papa contemporâneo, Papa Paulo III. Quando regressou a França apadrinhado pelo Cardial du Bellay em Lyon, e foi enviado para Paris em 1540, onde começou o Château de Saint-Maur, e beneficiou das mordomias reais; em 1545 foi nomeado arquiteto de Francisco I.
Em 1548 Henrique II incumbiu-lhe a tarefa de supervisionar as obras do Château Fontainebleau, em Saint-Germain-en-Laye, entre outros edifícios reais. Porém, quando este morreu em 1559, Philibert ficou deprimido. Apesar de tudo, no reinado do sucessor, Carlos IX, foi-lhe concebido o planeamento do Palácio das Tulherias, em colaboração com Jean Brillant. Faleceu em Paris, e apesar de muitas das suas obras não terem chegado até aos nossos dias, ficou conhecido.